# 伊達宗敏
伊達 宗敏（だて むねとし）は、江戸時代前期の武士。仙台藩一門第八席・岩出山伊達家第2代当主。

## 生涯
寛永2年（1625年）4月17日、岩出山伊達家初代当主・伊達宗泰の長男として生まれる。幼名は千代松。正室の子である弟・右京が夭逝したため嫡男となる。
寛永15年12月（西暦では翌1639年1月）、父・宗泰の死去にともない家督を相続し、同時に元服して藩主・伊達忠宗から偏諱を拝領し宗敏と名乗った。忠宗はまだ若年である宗敏を補佐させるため、宗泰の傅役でもあった安積重遠に宗敏の後見役を命じるとともに、本藩からも目付を派遣した。正保4年（1647年）には角田領主石川宗敬の娘・千代鶴を正室に迎えている。
宗泰は初代藩主・政宗（宗泰の父・宗敏の祖父）の意向により、江戸に常駐して大名並の勤めを果たしていたが、忠宗は宗泰の死去にともないこれを打ち切って宗敏を国許に戻し、岩出山伊達家は正式に仙台藩内の一門の家格に列することになった。そのため宗敏は居城・岩出山城と城下町の整備に努め、寛文2年（1662年）には岩出山城に二の丸を造営して居館を置いたが、翌寛文3年（1663年）2月1日に発生した火災で二の丸が焼失した。この際に建てられた仮居館がのちに移築されて、岩出山伊達家の学問所・有備館として使用されたという伝承があり、昭和『岩出山町史』および観光宣伝・案内においてもこの伝承に則った説明がなされているが、その後の調査研究の進展にともない、平成『岩出山町史』では移築説に疑問を呈している。
万治3年（1660年）、仙台藩の重臣一同は酒乱による不行跡を理由として第3代藩主・綱宗の隠居願を幕府に提出する。世に言う伊達騒動の始まりであるが、宗敏はこの隠居願の筆頭に署名している。この隠居願は受理され、綱宗に代わって嫡男・亀千代（のちの綱村）が第4代藩主となった。この時、綱宗の後継として亀千代以外には綱宗の異母兄弟である田村宗良・伊達宗倫・伊達宗規を推す者が多かった中で、宗敏はただ一人叔父の伊達宗勝を推したこともあって、女婿の津田景康と共に伊達騒動における宗勝派の中心人物と見なされたが、宗敏自身はほとんど積極的な動きを見せなかった。寛文11年（1671年）3月、大老酒井忠清邸で発生した刃傷沙汰（寛文事件）の責任を問われて一関藩が改易され、宗勝とその家族に御預の処分が下されると、宗敏は宗勝の側室2人と子4人（虎之助・兵蔵・於竹・於妻）を預かるよう命じられた。
延宝5年（1677年）1月28日、隠居して家督を嫡男・宗親に譲る。
延宝6年（1678年）3月30日死去。享年54。遺言により宗泰生母・祥光院と宗敏生母・瓊林院の墓がある祥光寺に埋葬された。

## 系譜
- 父：伊達宗泰
- 母：側室・瓊林院（服部意伯の娘）

- 正室：千代鶴（石川宗敬の娘）
  - 鶴松 - 長女。涌谷伊達宗元室
  - 伊達敏親（宗親） - 長男。第3代当主
  - 嶺松 - 二女。津田景康室
  - 伊達実氏（宗氏） - 二男。亘理伊達基実養子。亘理伊達氏第5代当主
  - 伊達敏重 - 三男
  - 石川宗恒 - 四男。石川宗弘養子。角田石川氏第5代当主
  - 美喜 - 三女。後藤節康室